# Trần Hiếu Ngân
Pour les articles homonymes, voir Tran.
Dans ce nom vietnamien, le nom de famille, Trần, précède le nom personnel.
Trần Hiếu Ngân, née le 26 juin 1974 à Tuy Hòa, est une taekwondoïste vietnamienne. Elle a obtenu la médaille d'argent lors des Jeux olympiques d'été de 2000 dans la catégorie des moins de 57 kg, perdant en finale contre Jung Jae-eun. Il s'agit de la première médaille gagnée par le Vietnam durant des Jeux olympiques.